# Alegerile legislative din Canada din 2025
Alegerile legislative din Canada din 2025 vor avea loc pe 28 aprilie pentru alegerea membrilor Camerei Comunelor al celui de al 45-lea parlament al Canadei. Organizarea alegerilor a fost oficial anunțată pe 23 martie 2025, după ce guvernatorul general Mary Simon a acceptat cerința de dizolvare a parlamentului de la prim-ministrul Mark Carney.
Acestea vor fi primele alegeeri care vor avea 343 de districte electorale în baza recensământului din 2021.

## Context
Alegerile federale din 2021, organizate pe 20 septembrie 2021, au rezultat în schimbări mici față de precedentele alegeri din 2019. Premierul în exercițiu al Partidului Liberal, Justin Trudeau, nu a câștigat votul popular și a eșuat în a câștiga suficiente locuri pentru o majoritate parlamentară, obținând decât cele mai multe locuri din parlament și statutul guvernului devenind de guvern minoritar. Conservatorii au câștigat votul popular și au continuat să fie opoziția oficială. În Martie 2022, Liberalii au obținut un acord cu al patrulea partid parlamentar, Noul Partid Democrat (NDP), unde cel din urmă a oferit sprijin guvernului în parlament în schimbul unor concesii politice specifice. Acordul a ținut până-n septembrie 2024, când NDP l-a rupt.
La o săptămână după alegeri, pe 27 septembrie, Annamie Paul a demisionat de la șefia Partidului Verde, menționând lipsa de sprijin a partidului. Alegerile interne ulterioare au fost câștigate de fostul lider Elizabeth May, care a candidat pe un „buletin comun” cu Jonathan Pedneault, propunând un model de copreședinție; Pedneault a fost numit oficial lider adjunct, în așteptarea unei modificări a constituției partidului pentru a permite copreședinția. May și Pedneault au devenit oficial copreședinți pe 4 februarie 2025.
Pe 2 februarie 2022, liderul conservator Erin O'Toole a fost înlăturat din funcția de lider printr-un vot în caucus. În urma alegerilor interne, Pierre Poilievre a fost ales noul lider al Partidului Conservator.

### Tranziția guvernamentală
Guvernul a fost cufundat într-o criză politică pe 16 decembrie 2024, când ministrul de finanțe Chrystia Freeland a demisionat brusc, cu doar câteva ore înainte ca ea să prezinte declarația economică de final de an a guvernului, din cauza opoziției sale față de politica fiscală a lui Trudeau. Trudeau, care se confruntase deja cu o revoltă a caucusului în octombrie, s-a confruntat cu întrebări reînnoite despre conducerea sa. Până pe 22 decembrie, 21 de parlamentari liberali au cerut public ca Trudeau să demisioneze. Pe 6 ianuarie 2025, Trudeau și-a anunțat intenția de a demisiona din funcția de prim-ministru după ce partidul și-a ales succesorul. Alegerile interne care au urmat au fost câștigate de Mark Carney, fost guvernator al Băncii Canadei.Carney a depus jurământul ca prim-ministru pe 14 martie.

### Data alegerilor
În conformitate cu prevederile cu date fixe ale Legii Electorale din Canada, care impune ca alegerile federale să aibă loc în a treia zi de luni din octombrie a celui de-al patrulea an calendaristic după ziua votării alegerilor anterioare, alegerile erau programate să aibă loc pe 20 octombrie 2025. Cu toate acestea, alegerile pot avea loc înainte de data programată dacă guvernatorul general dizolvă parlamentul la recomandarea prim-ministrului, fie pentru alegeri anticipate, fie după ce guvernul pierde un vot pe un proiect de lege sau o moțiune specifică de cenzură.
Pe 20 martie 2024, guvernul a introdus Legea Privind Participarea Electorală, care includea un amendament la Legea Electorală din Canada care ar fi schimbat data fixă a alegerilor pentru 27 octombrie 2025, pentru a evita conflictul cu Diwali, precum și cu alegerile municipale din Alberta. Proiectul de lege a murit pe foaia de ordine când Parlamentul Canadei a fost prorogat de către prim-ministrul Justin Trudeau după ce acesta și-a anunțat demisia.
Pe 23 martie 2025, după o solicitare din partea primului ministru Mark Carney, guvernatorul general a dizolvat parlamentul și a convocat alegeri pentru 28 aprilie 2025. Acestea vor fi primele alegeri federale canadiene sub domnia regelui Charles al III-lea, care a urcat pe tron în 2022.

### Partidele politice și clasamentele
Tabelul de mai jos prezintă partidele reprezentate în Camera Comunelor după alegerile federale din 2021 și pozițiile lor actuale. Kevin Vuong, în ciuda faptului că a fost ales liberal, a fost dezavuat de partid prea târziu pentru a-și modifica afilierea la vot și de atunci a fost independent.
| Nume | Nume           | Ideologie                                                        | Poziție                      | Lider(i)                           | Rezultatele din 2021 | Rezultatele din 2021 | Statut actual |
| Nume | Nume           | Ideologie                                                        | Poziție                      | Lider(i)                           | Voturi (%)           | Locuri               | Statut actual |
| ---- | -------------- | ---------------------------------------------------------------- | ---------------------------- | ---------------------------------- | -------------------- | -------------------- | ------------- |
|      | Liberalii      | Liberalism Liberalism social                                     | Centru spre centru-stânga    | Mark Carney                        | 32.62%               | 160 / 338            | 152 / 338     |
|      | Conservatorii  | Conservatorism Conservatorism social Liberalism economic         | Centru-dreapta spre dreapta  | Pierre Poilievre                   | 33.74%               | 119 / 338            | 120 / 338     |
|      | Bloc Québécois | Naționalism Quebecesc Suveranitatea Quebecului Social democrația | Centru-stânga                | Yves-François Blanchet             | 7.64%                | 32 / 338             | 33 / 338      |
|      | Noii Democrați | Social democrație                                                | Centru-stânga spre stânga    | Jagmeet Singh                      | 17.82%               | 25 / 338             | 24 / 338      |
|      | Verzii         | Politică verde                                                   |                              | Elizabeth May & Jonathan Pedneault | 2.33%                | 2 / 338              | 2 / 338       |
|      | Popularii      | Populism de dreapta Naționalism canadian Conservatorism          | Dreapta spre extrema dreaptă | Maxime Bernier                     | 4.94%                | 0 / 338              | 0 / 338       |
|      | Independenți   | N/A                                                              | N/A                          | N/A                                | 0.19%                | 0 / 338              | 3 / 338       |
|      | Vacant         | N/A                                                              | N/A                          | N/A                                | N/A                  | N/A                  | 4 / 338       |

### Sistem electoral
Sistemul electoral canadian este un sistem majoritar uninominal, care formal se referă la sistemul „câștigătorul ia tot”. Alegătorii votează un reprezentant nominalizat pentru districtul lor electoral (uneori este folosit termenul de riding), iar candidatul care ia cele mai m ulte voturi este ales să ocupe unul din cele 343 de locuri din Camera Comunelor și reprezintă districtul respectiv în calitate de membru al parlamentului. Partidul care câștigă cele mai multe locuri în Camera Comunelor de obicei formează guvernul, iar liderul acestuia devine prim-ministru. Cel mai mare partid ca număr de locuri care nu face parte dintr-o coaliție de guvernare devine opoziția oficială. Acest partid primește mai multe finanțări și privilegii decât alte partide de opoziție.
Majoritatea absolută a voturilor exprimate la ultimele alegeri nu este necesară pentru formarea guvernului și se obține rar. De asemenea, partidul guvernamental nu are nevoie să obțină o majoritate a locurilor în Camera Comunelor – și în cadrul actualului sistem pluripartid, destul de des nu reușește acest lucru. Cu toate acestea, pentru a adopta proiecte de lege, partidul de guvernare trebuie să aibă sprijinul majorității membrilor parlamentului. Fără sprijinul majorității, guvernul poate fi învins, apoi un nou partid este numit în guvern sau trebuie să aibă loc noi alegeri.

### Platforme politice
| Partid         | Economie | Locuințe | Mediu | Imigrație | Politică externă                                |
| -------------- | --- | --- | --- | --- | ----------------------------------------------- |
| Liberalii      | Reducerea celui mai mic impozit de la 15% la 14% | Eliminarea taxei pe bunuri și servicii asupra noilor achiziționări de case care sunt sub 1 milion de dolari pentru noii proprietari care sunt la prima casă Dublarea numărului de case construite în Canada anual la aproape 500.000 | | |                                                 |
| Conservatorii  | Reducerea celui mai mic impozit de la 15% la 12.75% Creșterea limitei de contribuție anuală a contului de economii fără taxe cu 5.000 de dolari, dacă este investit în afaceri canadiene | Eliminarea taxei pe bunuri și servicii pentru noile achizții de proprietate care sunt sub 1,3 milioane de olari pentru toți cumpărătorii de case                                                                                     | Eliminarea taxei pe carbon în industrie Abrogarea legii privind evaluarea de mediu pentru a accelera proiectele de resurse, cum ar fi conductele și mineritul. | Acordarea Quebecului puterea de a selecta majoritatea imigranților temporari în cadrul Programului de mobilitate internațională |                                                 |
| Bloc Québécois | | | | |                                                 |
| Noii Democrați | Eliminarea taxei pe bunuri și servicii asupra vehiculelor canadiene și obligativitatea agențiilor canadiene ca acestea să cumpere doar vehicule produse în Canada                        | Folosirea terenurilor Coroanei federale pentru a construi peste 100.000 de case cu chirii controlate în următorii 10 ani | Renovarea a 3,3 milioane de case în Canada | |                                                 |
| Verzii         | | | | |                                                 |
| Popularii      | | | | | Reducerea cheltuielilor privind ajutorul extern |

## Sondaje de opinie

Evoluția intențiilor de vot conform sondajelor efectuate în perioada campaniei electorale federale din Canada din 2025, reprezentată grafic din datele din tabelele de mai jos. Liniile de tendință sunt regresiune locală de la 25 de sondaje, cu sondaje ponderate după proximitate în timp și o funcție logaritmică a mărimii eșantionului. Panglicile de încredere de 95% reprezintă incertitudinea cu privire la liniile de tendință, nu probabilitatea ca rezultatele alegerilor reale să se încadreze în intervale.

Evoluția intențiilor de vot conform sondajelor efectuate în perioada pre-campanie a celei de-a 45-a alegeri federale din Canada, reprezentată grafic din datele din tabelul de mai jos. Liniile de tendință sunt regresiune locală de 30 de sondaje, cu sondaje ponderate după proximitate în timp și o funcție logaritmică de dimensiunea eșantionului. Panglicile de încredere de 95% reprezintă incertitudinea cu privire la liniile de tendință, nu probabilitatea ca rezultatele alegerilor reale să se încadreze în intervale.